# Automotive Hall of Fame
Pour les articles homonymes, voir Automobile (homonymie) et Hall of Fame.
L'Automotive Hall of Fame (Temple de la renommée ou Panthéon de l'Automobile, en anglais) est une distinction américaine pour des personnalités historiques internationales du monde de l'histoire de l'automobile.
.

## Histoire
L'association « Automobile Hall of Fame » est créée le 18 octobre 1939 à New York, sous le nom « Automobile Old Timers » pour commémorer la mémoire des pionniers de l'histoire de l'automobile et de leurs successeurs de l'industrie automobile mondiale. Elle déménage en 1960 à Washington, D.C., puis en 1971 à Midland dans le Michigan, puis en 1997 sur le site du musée The Henry Ford de Dearborn près de Détroit (Michigan), dans la MotorCities National Heritage Area (en).
L'association Automotive Hall of Fame récompense et intronise chaque année, durant une cérémonie de remise de prix, les personnalités les plus importantes de l'industrie automobile mondiale.

## Musée Automotive Hall of Fame
Un musée Automotive Hall of Fame est fondé en 1971 au siège de l'association de Midland (Michigan), déménagé à Dearborn (Michigan) en 1997, pour exposer l'histoire de l'automobile et de ses personnalités sur 2 300 m² de surface. 

## Hall of Fame
| Personnes                    | Année d'intronisation |
| ---------------------------- | --------------------- |
| Giovanni Agnelli             | 2002                  |
| O. Donavan Allen             | 1974                  |
| John W. Anderson             | 1972                  |
| Mario Andretti               | 2005                  |
| Zora Arkus-Duntov (en)       | 1991                  |
| Clarence W. Avery (en)       | 1990                  |
| Warren E. Avis (en)          | 2000                  |
| Bela Barenyi (en)            | 1994                  |
| Vincent Bendix (en)          | 1984                  |
| Walter Owen Bentley          | 1995                  |
| Carl Benz                    | 1984                  |
| Nuccio Bertone               | 2006                  |
| Nils Bohlin                  | 1999                  |
| Robert Bosch                 | 1984                  |
| Charles A. Bott              | 1990                  |
| Ernest R. Breech (en)        | 1979                  |
| Allen K. Breed               | 1999                  |
| Carl Breer (en)              | 1976                  |
| Edward G. Budd               | 1985                  |
| Gordon M. Buehrig            | 1989                  |
| Ettore Bugatti               | 2000                  |
| David Buick                  | 1974                  |
| Philip Caldwell              | 1990                  |
| Frank J. Campbell            | 1996                  |
| Michael Cardone              | 1994                  |
| Walter F. Carey              | 1981                  |
| Albert C. Champion           | 1977                  |
| Roy D. Chapin, Jr (en)       | 1984                  |
| Roy D. Chapin, Sr            | 1972                  |
| Louis Chevrolet              | 1969                  |
| Walter Chrysler              | 1967                  |
| André Citroën                | 1998                  |
| J. Harwood Cochrane (en)     | 1991                  |
| Edward N. Cole               | 1977                  |
| Archie T. Colwell            | 1988                  |
| Errett Lobban Cord           | 1976                  |
| Frederick C. Crawford (en)   | 1983                  |
| Clessie L. Cummins (en)      | 1973                  |
| Harlow H. Curtice            | 1971                  |
| Gottlieb Daimler             | 1978                  |
| Charles A. Dana (en)         | 1978                  |
| Edward Davis                 | 1996                  |
| Ralph DePalma                | 1973                  |
| Joseph R. Degnan             | 1997                  |
| W. Edwards Deming            | 1991                  |
| Rudolf Diesel                | 1978                  |
| Arthur O. Dietz              | 1983                  |
| Abner Doble (en)             | 1972                  |
| Horace E. Dodge              | 1981                  |
| John F. Dodge                | 1997                  |
| Frederic G. Donner (en)      | 1994                  |
| Harold D. Draper             | 1991                  |
| Fred S. Duesenburg (en)      | 1970                  |
| William C. Durant            | 1968                  |
| Charles Duryea               | 1973                  |
| Frank Duryea                 | 1996                  |
| Dale Earnhardt               | 2006                  |
| Harley J. Earl               | 1986                  |
| Joseph O. Eaton (en)         | 1983                  |
| John E. Echlin               | 1985                  |
| Thomas A. Edison             | 1969                  |
| Elliot M. Estes (en)         | 1999                  |
| Henry T. Ewald               | 1996                  |
| Virgil Exner                 | 1995                  |
| Gian-Battista Pinin Farina   | 2004                  |
| Enzo Ferrari                 | 2000                  |
| Harvey S. Firestone, Jr      | 1975                  |
| Harvey S. Firestone, Sr      | 1974                  |
| Carl G. Fisher               | 1971                  |
| Alfred J. Fisher             | 1995                  |
| Charles T. Fisher (en)       | 1995                  |
| Fred J. Fisher               | 1995                  |
| William A. Fisher            | 1995                  |
| Edward A. Fisher             | 1995                  |
| Lawrence P. Fisher           | 1995                  |
| Howard A. Fisher             | 1995                  |
| Walter E. Flanders (en)      | 1994                  |
| Edsel Ford                   | 1968                  |
| Henry Ford                   | 1967                  |
| Henry Ford II                | 1983                  |
| A.J. Foyt                    | 2007                  |
| Bill France, Sr. (en)        | 2004                  |
| Bill France Jr.              | 2006                  |
| Herbert H. Franklin          | 1972                  |
| Carlyle Fraser               | 1981                  |
| Douglas A. Fraser (en)       | 2000                  |
| Martin Fromm                 | 1993                  |
| Thomas N. Frost              | 1970                  |
| Don Garlits                  | 2004                  |
| Joe Girard                   | 2001                  |
| Giorgetto Giugiaro           | 2002                  |
| John E. Goerlich             | 1990                  |
| Martin E. Goldman            | 1981                  |
| Andy Granatelli              | 2003                  |
| Richard H. Grant             | 1971                  |
| Dan Gurney                   | 2007                  |
| Zenon C.R. Hansen            | 1983                  |
| Donald Healey                | 2004                  |
| Max Hoffman                  | 2003                  |
| William E. Holler            | 1969                  |
| Earl Holley                  | 1995                  |
| George M. Holley, Sr.        | 1995                  |
| Soichiro Honda               | 1989                  |
| August Horch                 | 2000                  |
| Wayne Huizenga               | 2006                  |
| Anton Hulman, Jr             | 1978                  |
| Lee Hunter                   | 1992                  |
| J.R. Hyde III                | 2004                  |
| Lee A. Iacocca               | 1994                  |
| Shōjirō Ishibashi            | 2006                  |
| Alec Issigonis               | 2003                  |
| Thomas B. Jeffery            | 1975                  |
| Fred Jones                   | 1994                  |
| Henry B. Joy                 | 2003                  |
| Wunibald Kamm                | 2009                  |
| Yutaka Katayama              | 1998                  |
| K.T. Keller                  | 1971                  |
| Frank D. Kent                | 1989                  |
| Charles Franklin Kettering   | 1967                  |
| Charles B. King              | 2007                  |
| William S. Knudsen           | 1968                  |
| John W. Koons, Sr            | 1988                  |
| Edward C. Larson             | 1984                  |
| Elliott Lehman               | 1993                  |
| Henry M. Leland              | 1973                  |
| Paul Weeks Litchfield        | 1984                  |
| Raymond Loewy                | 1997                  |
| Wilton D. Looney             | 1992                  |
| J. Edward Lundy              | 2003                  |
| John M. Mack                 | 1972                  |
| Wilhelm Maybach              | 1996                  |
| Frank E. McCarthy            | 2002                  |
| Denise McCluggage            | 2001                  |
| Robert B. McCurry            | 1997                  |
| Brouwer D. McIntyre          | 1975                  |
| Robert Samuel McLaughlin     | 1973                  |
| Robert S. McNamara           | 1995                  |
| Rene C. McPherson            | 1991                  |
| Édouard Michelin (1859-1940) | 2002                  |
| Andre Michelin               | 2002                  |
| Arjay Miller                 | 2006                  |
| Harry A. Miller              | 2003                  |
| William L. Mitchell          | 1993                  |
| Hubert C. Moog               | 1988                  |
| Charles S. Mott              | 1973                  |
| Thomas A. Murphy             | 1990                  |
| Charles W. Nash              | 1975                  |
| Henry J. Nave                | 1992                  |
| Heinrich Nordhoff            | 1985                  |
| Barney Oldfield              | 1968                  |
| Ransom E. Olds               | 1968                  |
| Carl Opel                    | 1998                  |
| Ludwig Opel                  | 1998                  |
| Wilhelm Opel                 | 1998                  |
| Friedrich Opel               | 1998                  |
| Heinrich Opel                | 1998                  |
| Nikolaus Otto                | 1996                  |
| James Ward Packard           | 1999                  |
| William Doud Packard         | 1999                  |
| Wally Parks                  | 2000                  |
| Thomas S. Perry              | 1996                  |
| Donald E. Petersen           | 1992                  |
| Richard Petty                | 2002                  |
| Armand Peugeot               | 1999                  |
| Charles M. Pigott            | 1998                  |
| Charles J. Pilliod           | 1992                  |
| Sergio Pininfarina           | 2007                  |
| Harold A. Poling             | 1999                  |
| Ralph Lane Polk              | 2001                  |
| Ferdinand Porsche            | 1987                  |
| Heinz Prechter               | 2004                  |
| William A. Raftery           | 1997                  |
| Alice Huyler Ramsey          | 2000                  |
| Louis Renault                | 2003                  |
| Walter P. Reuther            | 1990                  |
| Eddie Rickenbacker           | 1973                  |
| James M. Roche               | 1992                  |
| Willard F. Rockwell          | 1980                  |
| George W. Romney             | 1995                  |
| Frederick Henry Royce        | 1991                  |
| James A. Ryder               | 1985                  |
| Bruno Sacco                  | 2006                  |
| Louis H. Schwitzer           | 1970                  |
| Kenneth W. Self              | 1994                  |
| Wilbur Shaw                  | 1987                  |
| Carroll Shelby               | 1992                  |
| Owen R. Skelton              | 2002                  |
| Alfred P. Sloan              | 1967                  |
| Arthur O. Smith              | 1988                  |
| Lloyd R. Smith               | 1988                  |
| Charles E. Sorensen          | 2001                  |
| Clarence W. Spicer           | 1995                  |
| Francis E. Stanley           | 1996                  |
| Freelan O. Stanley           | 1996                  |
| Walter W. Stillman           | 1987                  |
| John W. Stokes               | 1970                  |
| William B. Stout             | 2001                  |
| Robert A. Stranahan          | 1979                  |
| Harry C. Stutz               | 1993                  |
| Genichi Taguchi              | 1997                  |
| Walter C. Teagle             | 1974                  |
| Ralph R. Teetor              | 1988                  |
| Henry H. Timken              | 1977                  |
| Eiji Toyoda                  | 1994                  |
| Shoichiro Toyoda             | 2007                  |
| Preston Tucker               | 1999                  |
| Edwin J. Umphrey             | 1974                  |
| Jesse G. Vincent             | 1971                  |
| Eberhard von Kuenheim        | 2004                  |
| Roy Warshawsky               | 2001                  |
| Elmer H. Wavering            | 1989                  |
| J. Irving Whalley            | 1981                  |
| Rollin H. White              | 1997                  |
| Walter C. White              | 1997                  |
| Windsor T. White             | 1997                  |
| John L. Wiggins              | 1975                  |
| C. Harold Wills              | 1970                  |
| Charles E. Wilson            | 1969                  |
| Jiro Yanase                  | 2004                  |
| Fred M. Young                | 1986                  |
| Fred M. Zeder                | 1998                  |
| Ferdinand von Zeppelin       | 1998                  |
|                              |                       |

## Prix du manager de l'année
2009 - Alan Mulally
2008 - Richard Colliver
2007 – Phil Brady
2006 – James E. Press
2005 – Dieter Zetsche
2004 – Carlos Ghosn
2003 – Michael J. Jackson
2002 – G. Richard Wagoner, Jr.
2001 – Fujio Cho
2000 – Kenneth Way
1999 – John Smith Jr.
1998 – Southwood Morcott
1997 – Alex Trotman
1996 – Richard Dauch
1995 – Robert Eaton
1994 – Roger Penske
1993 – Harold Poling
1992 – Frederick Mancheski
1991 – John Grettenberger
1990 – Heinz Prechter
1989 – Dr Ruben Mettler
1988 – Robert Galvin
1987 – Donald Petersen
1986 – Roger B. Smith
1985 – John Curcio
1984 – Philip Caldwell
1983 – Roger B. Smith
1982 – Lee Iacocca